# Ралтегравір
Ралтеграві́р (міжнародна транскрипція RAL) — синтетичний противірусний препарат з групи інгібіторів інтегрази для прийому всередину, і є першим представником цієї групи антиретровірусних препаратів. Ралтегравір був розроблений компанією Merck & Co та затверджений FDA 12 жовтня 2007 року.

## Фармакологічні властивості
Ралтегравір — синтетичний противірусний препарат з групи інгібіторів інтегрази. Механізм дії препарату полягає у інгібуванні каталітичної активності ферменту ВІЛ — інтегрази, необхідної для реплікації вірусу в геном клітини господаря, що приводить до утворення неактивних вірусних частинок та гальмування подальшого поширення вірусів в організмі людини. До ралтегравіру чутливий виключно ВІЛ-1.

### Фармакокінетика
Ралтегравір при прийомі всередину швидко всмоктується, максимальна концентрація в крові досягається протягом 3 годин. Біодоступність препарату не досліджена, при прийомі разом із жирною їжею біодоступність препарату незначно збільшується. Препарат добре зв'язується з білками плазми крові. Ралтегравір добре проникає через гематоенцефалічний бар'єр. Невідомо, чи ралтегравір проникає через плацентарний бар'єр та виділяється в грудне молоко, але доведено, що препарат виділяється в молоко тварин. Препарат метаболізується в печінці, виводиться з організму переважно з калом (51 %), частково виводиться нирками (32 %) у вигляді неактивних метаболітів. Період напіввиведення ралтегравіру становить 3—5 годин, немає даних про зміну цього часу при печінковій та нирковій недостатності.

## Показання до застосування
Ралтегравір застосовують для лікування ВІЛ-інфекції, яку спричинює ВІЛ-1, у складі комбінованої терапії у дорослих та дітей віком від 4 тижнів. Монотерапію препаратом не проводять у зв'язку з швидким розвитком резистентності ВІЛ до препарату.

## Побічна дія
При застосуванні ралтегравіру можливі наступні побічні ефекти:
- З боку шкіри — часто (1—10 %) висипання на шкірі; нечасто (0,1—1 %) свербіж шкіри, алергічний дерматит, кропив'янка, синдром Стівенса-Джонсона, акне, алопеція, сухість шкіри, гіпергідроз.
- Алергічні реакції — часто (1—10 %) гарячка; нечасто (0,1—1 %) підвищена чутливість до препарату, кашель, фарингіт.
- З боку травної системи — часто (1—10 %)нудота, блювання, діарея, метеоризм, біль у животі, зниження апетиту; нечасто (0,1—1 %) порушення смаку, гепатит, жовтяниця, печінкова недостатність, панкреатит, ерозії шлунково-кишкового тракту, стоматит, гінгівіт, глосит, ректальні кровотечі. Згідно клінічних досліджень, найчастішою побічною дією з боку травної системи була нудота, що спостерігалась у 2 % випадків застосування препарату.[3]
- З боку нервової системи — часто (1—10 %) головний біль, безсоння, підвищена втомлюваність, гіпостезія, депресія, парестезії, запаморочення; нечасто (1—10 %) тремор, сонливість, летаргія, нечіткість зору, дзвін у вухах, втрати свідомості, судоми, суїцидальні спроби. Згідно клінічних досліджень, найчастішими побічними явищами з боку нервової системи були головний біль (3 % випадків), загальна слабкість і підвищена втомлюваність (по 2 %).[3]
- З боку опорно-рухового апарату — нечасто (0,1—1 %) міалгії, міопатії, артралгії, артрити, рабдоміоліз, остеопенія, тендиніт.
- З боку сечовидільної системи — нечасто (0,1—1 %) ниркова недостатність, нефрит, інтерстиціальний нефрит, нефролітіаз, ніктурія, кисти нирок.
- З боку серцево-судинної системи — нечасто (0,1—1 %) тахікардія, брадикардія, артеріальна гіпертензія, екстрасистолія.
- Інші побічні ефекти — нечасто (0,1—1 %) ліподистрофія, лактатацидоз, набряк підщелепної ділянки, периферичні набряки, папіломи шкіри, рецидив герпетичної інфекції, якщо хворий є носієм вірусу, кахексія, цукровий діабет, меноррагія, гінекомастія, еректильна дисфункція, лімфаденопатія.
- Зміни в лабораторних аналізах — часто (1—10 %) підвищення активності амінотрансфераз, лужної фосфатази, амілази в крові, нейтропенія, підвищення рівня тригліцеридів і ліпопротеїдів високої та низької щільності в крові; нечасто (0,1—1 %) підвищення активності креатинфосфокінази в крові, підвищення рівня білірубіну, креатиніну і сечовини в крові, анемія, збільшення МНВ, еозинофілія, тромбоцитопенія, гіперглікемія, гематурія, протеїнурія.

Під час початкових клінічних досліджень загальна кількість виявлених злоякісних пухлин при застосуванні ралтегравіру склала 3,5 % проти 2,6 % у групі плацебо, у пізніших дослідженнях таке співвідношення нівелювалось.
Під час проведення комбінованої антиретровірусної терапії у хворих зростає ймовірність лактатацидозу, остеонекрозу, гепатонекрозу. При проведенні ВААРТ у хворих зростає ймовірність розвитку серцево-судинних ускладнень, гіперглікемії та гіперлактемії. Під час проведення ВААРТ зростає ймовірність синдрому відновлення імунної системи із загостренням латентних ВІЛ-асоційованих інфекцій.

## Протипоказання
Ралтегравір протипоказаний при підвищеній чутливості до препарату. З обережністю застосовують при вагітності та годуванні грудьми. Ралтегравір дозволений до застосування у дітей старших 4 тижнів та вагою не менше 3 кілограмів.

## Форми випуску
Ралтегравір випускається у вигляді таблеток по 0,4 г.